# Sân vận động Thành phố Kintélé
Sân vận động Thành phố Kintélé (tiếng Pháp: Stade Municipal de Kintélé) là một sân vận động nằm ở Brazzaville, Cộng hòa Congo. Đây là sân vận động quốc gia của Cộng hòa Congo. Sân được sử dụng cho các trận đấu bóng đá và cũng có đường chạy điền kinh. Đây là sân nhà của đội tuyển bóng đá quốc gia Congo. Sân có sức chứa 60.000 chỗ ngồi, và được khánh thành với trận đấu bóng đá giữa Congo và Ghana. Sân đã đóng vai trò là địa điểm chính của Đại hội Thể thao châu Phi 2015.